# 中華民國—義大利關係
中華民國與義大利共和國於1913—1941年、1944—1970年有官方外交關係，二次斷交後直至1990年代，於對方首都互設具大使館功能的代表機構。

## 政治

### 外交
1912年，中華民國成立後，向義大利派駐外交代表，由前清廷出使義大利欽差大臣（二等公使）吴宗濂繼續擔任。
1913年10月6日，義大利外交承認中華民國北洋政府。於首都羅馬設立中華民國駐義大利王國公使館、於首都北京設立義大利王國駐中華民國公使館，並互派公使。
1928年11月27日，隨著國民革命軍北伐接近尾聲，義大利外交承認中華民國國民政府。
1934年10月17日，建立大使級外交關係。兩國公使館升格為大使館，並互派大使。
1936年11月，義大利加入反共產國際協定。1937年11月29日，與日本簽署協定承認滿洲國，並將駐奉天總領事館升格為公使館並遷往滿洲國首都新京。
1941年7月1日，義大利承認汪精衛政權，中華民國與意大利斷交。12月7日，日本偷襲珍珠港，中華民國於11日同時对德國、日本及意大利宣戰。
1943年9月3日，意大利投降後，23日，由納粹德國在義大利北部成立意大利社会共和国。後將中國天津意租界和上海公共租界意界區交還給汪精衛政權。
1944年6月4日，同盟國軍佔領羅馬，10月26日，中華民國承認義大利新政府，並恢復大使級外交關係。
1946年6月2日，義大利舉行公民投票廢除君主制，改成立義大利共和國。 
1949年，中華民國政府遷台後，兩國繼續維持邦交，但義大利不再設立大使館、派駐大使。
1970年11月6日，與中華民國斷交。9日，關閉大使館。
1994年6月，義大利國會成立「國會友台協會」，是推動雙方關係的重要平台；2008年11月，中華民國立法院則成立「中華民國－義大利國會議員友好協會」。
自1997年2月15日，義大利將其簽證直接蓋於中華民國護照內頁，解決多年來以「通行證」替代正式簽證的不便。自同年11月3日，進一步核發《申根公約》共同簽證。自2011年1月11日，與《申根公約》成員國同步給予持中華民國護照的旅客免簽證待遇。
2003年9月，歐洲議會和義大利、德國、法國、英國、西班牙等國會友台小組於義大利威尼斯共同倡議籌組「馬可波羅俱樂部」（Marco Polo Club）。2004年11月，舉辦成立典禮暨第1屆年會。
2007年11月，長榮集團總裁張榮發獲義大利總統納波里塔諾、總理普羅迪頒贈國際運輸暨商業領域大十字騎士勳章，為首位獲此勳章的亞洲商界人士。
2020年4月1日，中華民國總統蔡英文宣布捐贈1,000萬片口罩給2019冠状病毒病疫情嚴重的國家。外交部指出，其中700萬片給義大利在內的9個欧洲联盟成员国以及瑞士與英國、300萬片給美國、100萬片給中華民國的邦交國。11日，義大利民防總署長波瑞里親筆致函感謝台灣捐贈50萬片口罩。27日，波瑞里在記者會提到，義大利非常感謝近日有多個國家透過歐盟救援機制（rescEU），捐贈多批防疫物資協助義大利，這些國家包括台灣、荷蘭、塞爾維亞、羅馬尼亞、立陶宛等，感謝名單並未以字母排序，而把台灣排在首位。
2020年10月7日，中華民國駐義大利代表李新穎與義大利眾議院副議長朗裴利會面。朗裴利並於6日發出一篇支持台灣在義大利成立正式大使館的新聞稿，盼政府不要屈服於中國壓力，應提升與台灣的外交關係。
2022年8月3日，七大工業國組織外長與欧盟外交与安全政策高级代表針對美國聯邦眾議院議長裴洛西訪台的兩岸局勢發表聯合聲明，重申該組織維護台海和平穩定的立場，呼籲中國勿以武力片面改變現狀，同時提到各成員國的「一中政策」與「對台立場」沒有改變，並鼓勵各方保持暢通的溝通管道以防誤解發生。
2022年9月，義大利兄弟黨主席梅洛尼接受台灣《中央通訊社》專訪表示，台灣是義大利與歐盟的戰略貿易夥伴，台海軍事衝突將嚴重影響歐洲，強調如果國會選舉後執政，「台灣將是義大利的重要關切事項」，並主張歐盟應該運用一切政治與外交手段，避免台海發生衝突。
2024年1月13日，中華民國總統與立委選舉結束後，義大利外交暨國際合作部對台灣和平與民主的選舉表示讚賞，期盼持續加強與台灣在經濟、商業、文化方面的關係，並希望透過和平與建設性的對話維持臺海現狀。義大利參議院副議長錢益友亦表示祝賀。

#### 七大工業國組織領袖會議關於兩岸議題
2021年6月、2022年6月、2023年5月、2024年6月、2025年6月，七大工業國組織分別在英國、德國、日本、義大利、加拿大召開領袖會議，會後發布的《聯合公報》皆強調台灣海峽和平穩定的重要性，呼籲以和平方式解決兩岸問題。

#### 關於中華民國參與國際組織以及臺海和平

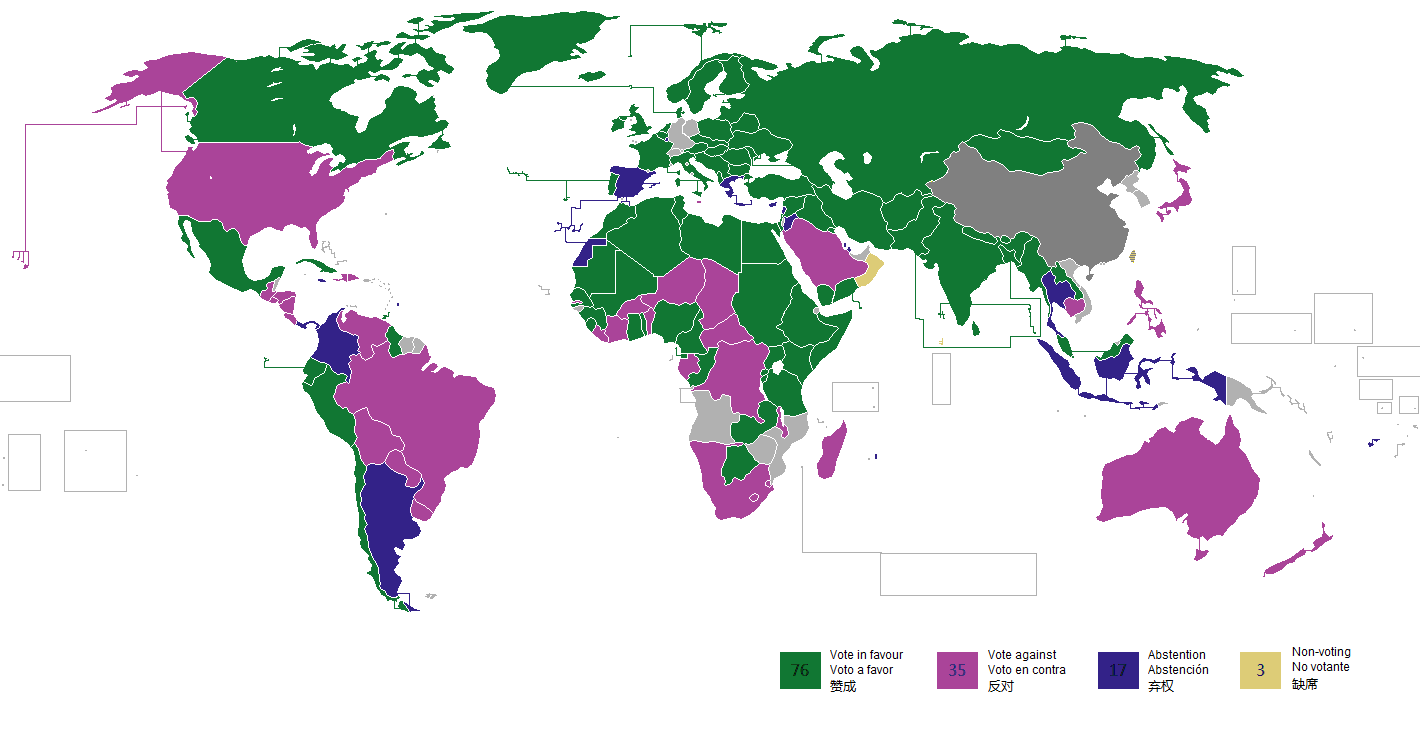
綠色國家表示在1971年的投票中反對中華民國續留聯合國，即《聯合國大會2758號決議》，其中包括義大利。

1971年10月25日，義大利與絕大多數歐洲國家支持中華人民共和國取得聯合國裡的「中國席位」（中國代表權問題）。
2002年9月，義大利在聯合國大會的總務委員會中，對於中華民國的邦交國所提「中華民國（台灣）在聯合國的代表權問題」議案，發言表示兩岸歧異唯有透過建設性之和平對話方能獲致解決。
2019年5月3日，義大利參議院督察長、國會友台協會主席馬蘭致函世界衛生組織（WHO）總幹事谭德塞，呼籲邀請台灣出席世界卫生大会（WHA）。
2020年2月3日，對於2019冠状病毒病疫情在全球擴散，義大利國會友台協會主席馬蘭與9名資深參議員聯名致函WHO總幹事譚德塞，嚴重關切台灣被排除在WHO全球防疫網之外，以及WHO將台灣視為中國疫區等不合理情形，並提到義大利衛生部建議暫停往返中國航班，將台灣也列入，就是根據WHO將台灣視為中國一部分的錯誤資訊。
2021年5月5日、2022年5月12日、2023年4月18日、2024年4月17日，七大工業國組織分別在英國、德國、日本、義大利召開外交部长會議，會後發布的《聯合公報》皆表示臺海和平與穩定的重要性，鼓勵以和平方式解決兩岸問題，並支持臺灣有意義參與WHO與WHA。另強調「如果國家性質並非必要條件，則做為正式成員參加；若國籍為必要條件，則以觀察員或來賓身分參與。」2024年6月15日，G7在義大利召開領袖會議重申此一立場。
2025年1月25日，義大利副總理兼外交部長塔加尼表示WHO在疫情期間太聽從那些不想讓台灣參與的人士的聲音。
2025年3月15日，七大工業國組織在加拿大召開外交部長會議，會後發布的《聯合聲明》表示，G7會員國強調維護台海和平穩定的重要性，鼓勵和平解決兩岸問題，並重申反對任何單方面透過武力或脅迫改變現狀的企圖，也支持台灣有意義參與適當的国际组织。在《關於海上安全與繁榮宣言》中，亦重申對台基本政策不變，強調台海和平穩定對國際安全與繁榮至關重要。與先前聲明不同的是，這次提到台灣時，未提及「一個中國」政策。3月20日，義大利眾議院外交委員會通過「有關義大利及其他歐洲國家在印太地區影響力」調查總結報告，重申義大利政府支持台海和平穩定的立場，並支持台灣的國際參與。

#### 人員互訪（1990年至今）
僅列舉部分名單：
中華民國：總統夫人周美青、副總統呂秀蓮、前副總統連戰、立法院長王金平、立法院副院長饒穎奇、監察院副院長孫大川、銓敘部長邱進益、吳容明、政務委員趙守博、外交部長陳唐山、外交部政務次長程建人、經濟部長王志剛、經濟部政務次長張昌邦、經濟部國際貿易局長卓士昭、張俊福、楊珍妮、經濟部智慧財產局長王美花、內政部長江宜樺、內政部政務次長李進勇、內政部消防署長葉吉堂、教育部政務次長呂木琳、林聰明、文化部長鄭麗君、文化部常務次長許秋煌、李連權、文化建設委員會主任委員陳郁秀、陳其南、黃碧端、農業委員會主任委員陳保基、僑務委員會委員長張富美、國立故宮博物院長馮明珠、法官學院長呂太郎、台北市長馬英九、郝龍斌、柯文哲。
義大利：終身參議員暨前總理蒙蒂、參議院副議長戴吉塞貝、錢益友、龍祖利、參眾兩院申根公約暨歐盟警察總署事務聯席委員會主席狄祿加、眾議院外交委員會主席賽爾瓦、紀可多、眾議院社會事務委員會主席巴倫坡、眾議院有關廢棄物非法處理及環境污染犯罪等非法活動調查委員會主席博拉迪、前外交部長特爾吉、外貿部長凡托齊、司法部次長馬札慕鐸、農業暨林業部次長李秋迪、經濟發展部專利商標局長古利諾（Loredana Gulino）、經濟發展部貿易政策司總司長泰迪（Amedeo Teti）、關稅總局國際合作司長法瓦萊（Giuseppe Favale）、外貿協會主席歐尼達（Fabrizio Onida）、范塔尼、米蘭教區總主教馬蒂尼樞機。

### 代表機構

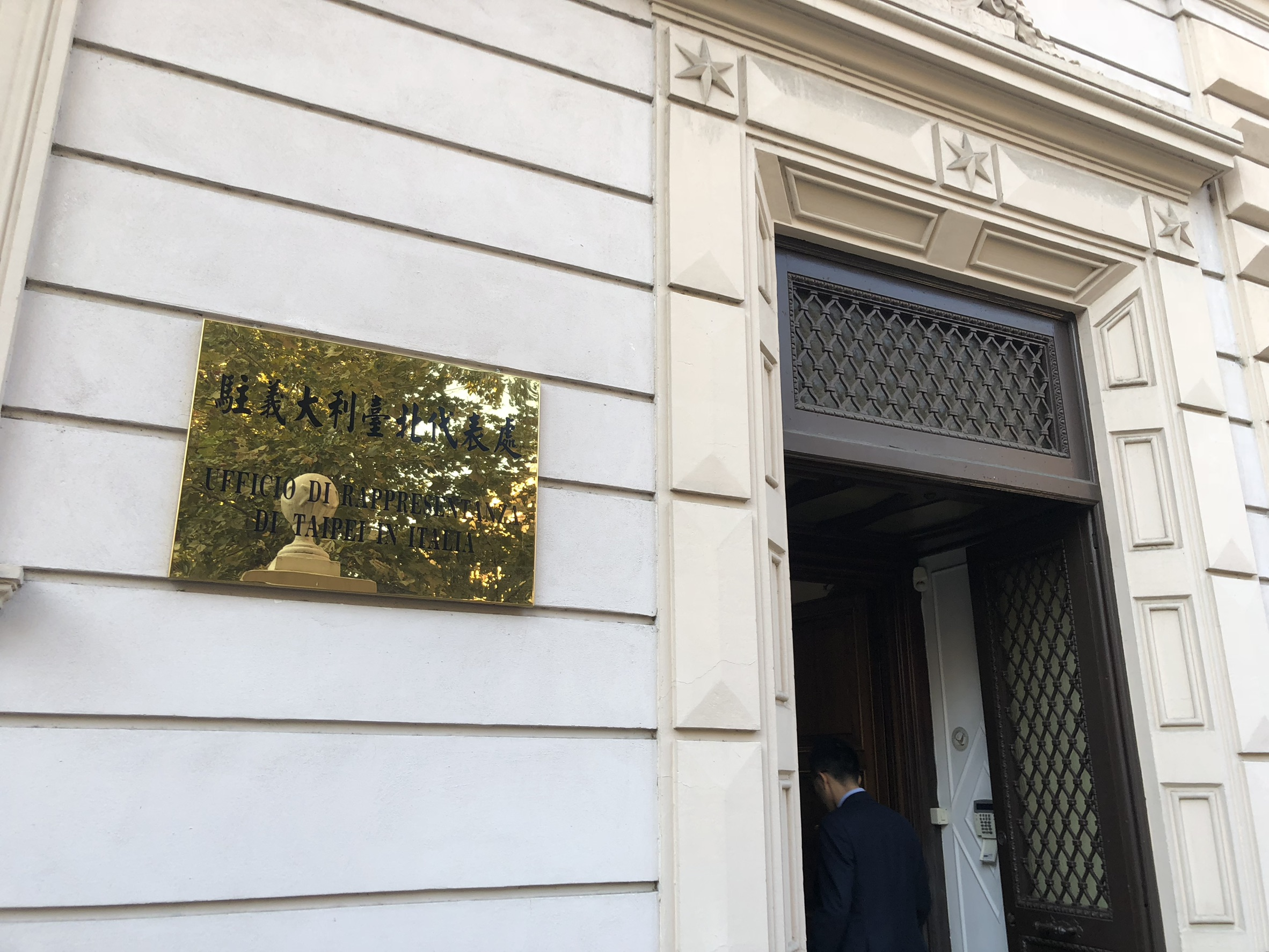
駐義大利台北代表處外部

1980年2月，義大利眾議員史德嘉禮尼（Bruno Stegagnini）等人，於義大利成立義大利與在臺灣之中華民國文化經濟友好協會（意華友協，Association for the Friendship, Cultural and Economic Relations between Italy and the R.O.C. in Taiwan），作為兩國政府溝通的橋樑。
1989年9月，義大利外貿協會於中華民國首都台北設立具大使館功能的義大利貿易推廣辦事處（Italian Trade Promotion Office）。1995年3月，義大利外交部將該處重新編組，名為義大利經濟文化推廣辦事處（Italian Economic and Cultural Promotion Office），並自1996年7月起受理並核發簽證。1996年9月，將兩機構合併為義大利經濟貿易文化推廣辦事處。
1990年8月7日，中華民國於義大利首都羅馬設立類似功能的台北文化經濟協會（Istituto Culturale ed Economico di Taipei）。1995年6月14日，更名為駐義大利臺北經濟文化辦事處（Ufficio Economico e Culturale di Taipei in Roma, Italia）。1996年7月2日，再更名為駐義大利臺北代表處（Ufficio di Rappresentanza di Taipei in Italia）。
2023年4月17日，中華民國外交部宣布將在義大利北部、第二大城米蘭設立駐米蘭臺北辦事處，10月16日，正式揭牌運作。

## 經濟

### 貿易
中華民國對外貿易發展協會（外貿協會）於義大利第2大城米蘭設立台灣貿易中心。經濟部國際貿易署則在首都罗马設立駐義大利代表處經濟組，另設立駐米蘭辦事處經濟組。
| 年分 | 貿易總額      | 貿易總額 | 貿易總額 | 出口至義大利  | 出口至義大利 | 出口至義大利 | 自義大利進口  | 自義大利進口 | 自義大利進口 | 順逆差 |
| 年分 | 金額          | 年增減   | 排名     | 金額          | 年增減       | 排名         | 金額          | 年增減       | 排名         | 順逆差 |
| ---- | ------------- | -------- | -------- | ------------- | ------------ | ------------ | ------------- | ------------ | ------------ | ------ |
| 2017 | 4,553,239,589 | ▲12.0%   | 20       | 2,027,125,514 | ▲9.0%        | 19           | 2,526,114,075 | ▲14.6%       | 21           | 逆差▲  |
| 2018 | 5,020,185,464 | ▲10.3%   | 22       | 2,328,082,323 | ▲14.8%       | 19           | 2,692,103,141 | ▲6.6%        | 20           | 逆差▼  |
| 2019 | 4,590,664,066 | ▼8.6%    | 20       | 1,978,781,167 | ▼15.0%       | 19           | 2,611,882,899 | ▼3.0%        | 19           | 逆差▲  |
| 2020 | 4,271,038,258 | ▼7.0%    | 20       | 1,607,716,360 | ▼18.8%       | 19           | 2,663,321,898 | ▲2.0%        | 18           | 逆差▲  |
| 2021 | 5,580,359,416 | ▲30.7%   | 21       | 2,566,667,974 | ▲59.6%       | 20           | 3,013,691,442 | ▲13.2%       | 20           | 逆差▼  |
| 2022 | 6,247,850,937 | ▲12.0%   | 22       | 2,896,584,116 | ▲12.9%       | 19           | 3,351,266,821 | ▲11.2%       | 20           | 逆差▲  |
| 2023 | 5,792,843,365 | ▼7.3%    | 21       | 2,413,859,585 | ▼16.7%       | 20           | 3,378,983,780 | ▲0.8%        | 20           | 逆差▲  |
| 2024 | 5,775,260,525 | ▼0.3%    | 21       | 2,307,892,120 | ▼4.4%        | 19           | 3,467,368,405 | ▲2.6%        | 19           | 逆差▲  |

2023年的兩國貿易項目如下：
出口至義大利的前10大項目為：熱軋之铁或非合金鋼扁軋製品；不鏽鋼扁軋製品；車輛之零件與附件；電話機（包括智能手机），以及其他傳輸或接收聲音、圖像之有線或无线网络通訊器具；鋼鐵製螺釘、螺栓、螺帽、螺旋鈎、車用螺釘、鉚釘、橫梢、開口梢、墊圈與類似製品；其他合金鋼之扁軋製品；集成电路；製造半导体、集成电路與平面顯示器用之機器與器具、零件與附件；传动轴、曲柄、軸承、齿轮、滾珠、飛輪或滑轮、離合器或联轴器；自動資料處理機、磁性或光學閱讀機等。
自義大利進口的前10大項目為：箱盒袋類容器；醫藥製劑；積體電路；示波器、频谱分析仪與其他供計量或檢查電量之儀器與器具，供計量或偵測X光、阿爾法、貝他、伽馬放射線、宇宙或其他離子輻射線用之儀器與器具；小客車與其他主要設計供載客之機動車輛；貴金屬或被覆貴金屬之首飾及其配件；以皮革製面鞋靴；特殊物品，含進口未超過5萬新臺幣之小額報單與其他零星物品；涡轮喷气发动机、螺旋槳推動用渦輪機與其他燃氣渦輪機；針織或鉤針織套頭衫、無領開襟上衣、外穿式背心與類似品等。

### 投資
根據中華民國經濟部投資審議司統計，截至2023年，臺商對義大利的總投資金額為8億3,956萬美元，計有51件。2023年的投資金額為1億9,356萬美元，計有4件。主要投資業別：航運、空運、電子零組件、住宿與餐飲、電力設備、汽車及其零件、批發與零售、資訊與通訊產品、時尚服飾、進出口貿易等，多為技術合作、貿易、售後服務等業務。
1995年起，中華航空與義大利航空以班號共用方式，開闢臺北↔新德里↔羅馬定期客運航線，2017年直飛；1998年，長榮海運併購Lloyd Triestino di Navigazione，2006年改名為義大利海運股份有限公司，經營地中海與北非地區航運業務。2001年，長榮在義大利南部塔蘭托港設立貨櫃碼頭，成為地中海貨櫃集散中心。2006年，在利佛諾成立分公司，負責承攬業務。長榮航空原訂2020年開航臺北↔米蘭定期客運航線，但有鑑於2019冠状病毒病疫情延後至2022年；2003年，陽明海運在熱那亞設立陽明義大利公司。
華碩、達電子、威聯通科技、上銀科技、中磊電子等在義大利設有分公司或據點；三陽工業、光陽工業、東陽實業等在義大利設有分公司；光陽機車在博洛尼亚設有設計中心；友嘉集團併購義大利多家工具機廠商，並設立總公司；雲朗觀光集團在義大利投資5家飯店皆已開幕；羅馬集團光聯興業與義大利水泥集團合作開發與生產綠色節能建材－透明水泥i.light；鴻海科技集團旗下之富智康集團於2021年與全球第四大汽車集團斯泰蘭蒂斯各持股50%合資成立新公司Mobile Drive，提供車輛先進智慧座艙與車聯網服務解決方案，並於2022年再次分別持股50%成立第二家合資公司；華新麗華於2022年以2.25億欧元併購義大利Cogne Acciai Speciali70%股權。此外，臺商在米蘭、博洛尼亚、威尼斯、罗马等地有經營會展、餐飲、會計、旅遊、進出口貿易等相關事業。臺商現已成立義大利臺灣商會。
根據中華民國經濟部投資審議司統計，截至2023年，義大利前往臺灣的總投資金額為1億4,046萬美元，計有342件，2023年的投資金額為736萬美元，計有10件。主要為承包大型建筑工程與臺商合資的建設公司，以及批發與零售、化學製藥、化學材料、食品、運輸工具、時尚服飾；專業、科學與技術服務；資訊與通訊產品等。

### 會展
兩國舉辦的有：「臺義經濟合作會議」（2022年第10屆）、「臺義工商聯合委員會議」（2023年第7屆），其他尚有「臺義智慧財產諮商會議」（2011年）、「臺義工业设计合作論壇」（2017年）。
2018年3月，義大利貿易署以義大利國家館方式參加臺北2018年智慧城市展。

## 交流

### 文化
自1995年，臺北市立美術館加入「威尼斯國際美術雙年展」；國立臺灣美術館也自2000年起，以臺灣名義加入「威尼斯國際建築雙年展」。兩者皆設立台灣館。
2015年10月31日，國立故宮博物院與佛羅倫斯聖十字聖殿合作，於該教堂舉辦「朗世寧新媒體藝術展」，展期至2016年1月31日。

### 教育
中華民國外交部、教育部分別提供數名台灣獎學金、華語文獎學金給予義大利學生赴台就讀。2017年11月，成立「義大利留台校友會」。

## 司法

### 犯罪事件
2020年4月，1名西班牙籍男子在義大利因為性侵案被判刑，潛逃出境輾轉前往台灣生活6年，被国际刑警组织發布紅色通報，義大利警方掌握情資後，於2018年底透過駐泰國聯絡官與中華民國刑事警察局駐泰國聯絡官交換情資，請求協助。刑事警察局查獲後，與義大利警方協調遣返，但他稱很喜歡台灣，且義大利是2019冠状病毒病疫區，不希望被送回國，另受疫情影響，台灣往返義大利航班暫停，義大利於是協調法國警方接手代收嫌犯，再引渡回國。此案是台灣首次協助義大利逮捕在逃嫌犯。

## 協定
| 日期 | 簽署                                                                                        | 備註      |
| --- | ------------------------------------------------------------------------------------------- | --------- |
| 1928年11月27日 | 《中義友好通商條約》                                                                        |           |
| 1940年11月21日 | 《中義外交官用品相互免稅辦法換文》                                                          |           |
| 1947年7月30日 | 《中義為解決由戰爭所引起之損害賠償問題換文》 《中義關於處理在華義國若干官產及義僑產業換文》 |           |
| 1949年4月22日 | 《中華民國義大利共和國友好條約》                                                            |           |
| 1949年8月25日 | 《中義關於貿易關係之換文》                                                                  |           |
| 1957年2月2日 | 《中義貿易協定換文》                                                                        |           |
| 1967年12月29日 | 《中義關於棉織品貿易換函》                                                                  | [ 註 6 ]  |
| 1994年6月 | 《中歐貿易促進會與義大利工業總會合作協定》                                                  | [ 註 7 ]  |
| 1997年11月5日 | 《台北證券暨期貨管理委員會與羅馬證券管理委員會資訊交換瞭解備忘錄》                          | [ 註 8 ]  |
| 2003年1月20日 | 《經濟部標準檢驗局與義大利品保制度驗證協會瞭解備忘錄》                                      |           |
| 2008年6月 | 《國立陽明大學與佩魯賈大學學術合作協定》                                                    | [ 49 ]    |
| 2009年4月 | 《台義航權協議》                                                                            |           |
| 2010年11月2日 | 《台義促進智慧財產權宣導與執行瞭解備忘錄》                                                  | [ 註 9 ]  |
| 2011年11月8日 | 《臺灣海關與義大利海關作業合作瞭解備忘錄》                                                  |           |
| 2012年8月 | 《工業技術研究院與義大利新技術、能源暨永續發展研究院合作瞭解備忘錄》                        |           |
| 2013年3月 | 《台義工具機協會合作瞭解備忘錄》 《台義外貿協會合作瞭解備忘錄》                             |           |
| 2013年5月 | 《台北進出口公會與義大利進出口公會合作瞭解備忘錄》                                          |           |
| 2013年9月 | 《中華民國教育部與羅馬第三大學「臺灣研究講座計畫」合作交流備忘錄》                          | [ 60 ]    |
| 2014年1月 | 《臺義天然災害防救合作瞭解備忘錄》                                                          | [ 註 10 ] |
| 2014年7月 | 《台義投資合作備忘錄》 《東海大學與羅馬第二大學產學合作備忘錄》                             | [ 7 ]     |
| 2015年7月1日 | 《中華民國對外貿易發展協會與波隆納展覽中心合作備忘錄》                                      |           |
| 2015年8月7日 | 《中華民國展覽暨會議商業同業公會與義大利展覽暨商展協會合作備忘錄》                          |           |
| 2015年12月31日 | 《臺義避免雙重課稅協定》                                                                    | [ 47 ]    |
| 2016年9月7日 | 《經濟部投資業務處與罗马路易斯大学攬才合作備忘錄》                                          |           |
| 2016年10月 | 《中華民國對外貿易發展協會與義大利進出口公會合作備忘錄》                                    | [ 72 ]    |
| 2021年9月8日 | 《臺義工业设计合作夥伴協定》                                                                | [ 註 11 ] |
| 2022年1月 | 《臺義农业科学及科技合作協議備忘錄》                                                        | [ 72 ]    |
| 目前推動洽簽的有：中小企業、觀光、競爭政策等合作瞭解備忘錄。 2003年，義大利同意以互惠為原則給予長榮航空貨機加油免稅。 2004年，義大利同意中華民國籍航空公司機組人員比照芝加哥航空協定簽約國免簽證入境。 |                                                                                             |           |

## 簽證

持中華民國護照的中華民國國民簽證要求分布圖：入境義大利可以「申根區免簽證」。

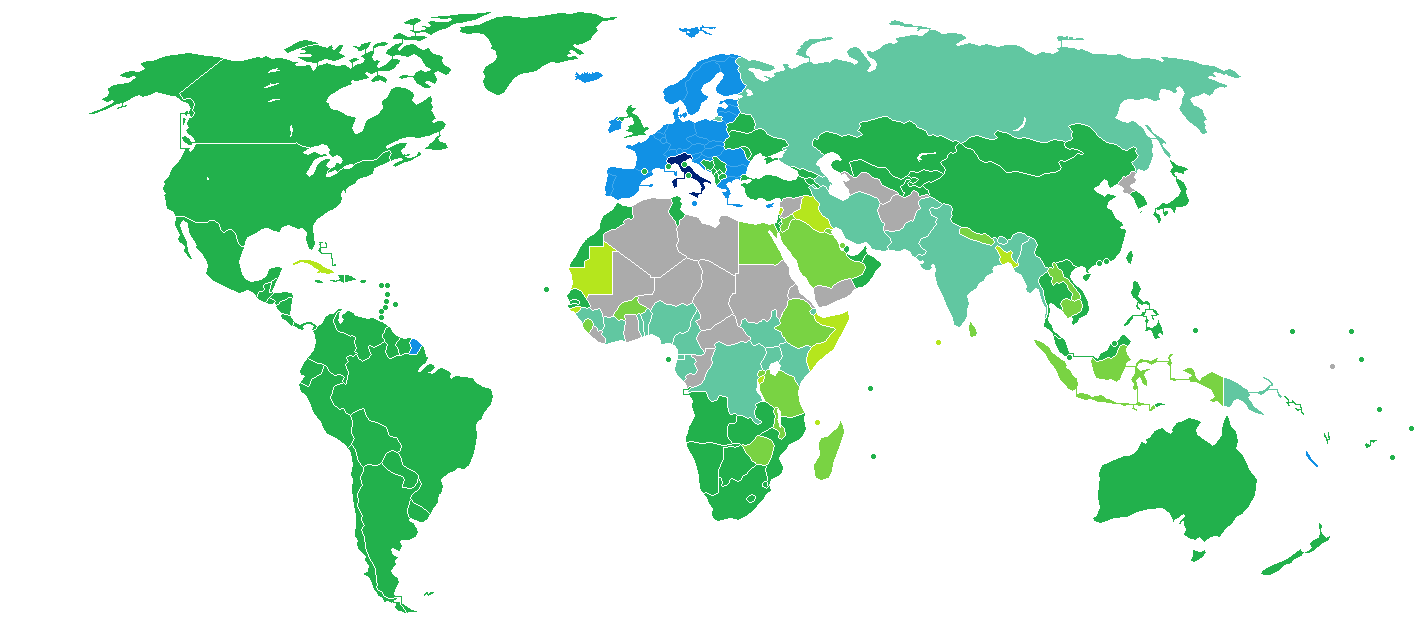
持歐盟的義大利護照之義大利國民簽證要求分布圖：入境中華民國可以免簽證。

歐洲申根區給予持有載明身分證字號的中華民國護照之中華民國國民可以申根區免簽證入境，停留日數與申根區合併計算，每6個月期間內總計可停留90天。經義大利轉機至申根區亦可免簽證。
義大利國民持有歐盟護照者也可以免簽證的方式入境中華民國，停留最多90天。

## 交通

### 航空
兩國有直航班機，雙邊航班來往的城市如下（截至2023年7月10日）：

#### 客運[85]
兩國於1995年1月達成通航協議，中華航空於當年7月首航羅馬。
| 中華民國 | 義大利（按照都會區人口排列）      |
| -------- | --------------------------------- |
| 臺北     | 羅馬（中華航空） 米蘭（長榮航空） |

#### 貨運
| 中華民國 | 義大利                       |
| -------- | ---------------------------- |
| 臺北     | 米蘭（義大利盧森堡貨運航空） |

#### 事件
義大利自2019年6月14日開放台灣14歲以上，持有效中華民國晶片護照在入出境義大利羅馬、米蘭、威尼斯、特雷維索、波隆納及薩丁尼亞島的歐比亞等處機場時，可使用「自動查驗通關系統」（E-gates）以節省時間。
2020年1月31日，義大利對於2019冠状病毒病疫情在全球擴散，宣布禁止兩岸四地的航空公司班機入境。2月1日，中華民國外交部歐洲司長表示，問題根源在於世界卫生组织（WHO）將台灣視為中國的一部分，誤導義大利衛生部與民航局做成上述決定，外交部持續與義大利交涉，並且對WHO的做法表達嚴正關切。經過交涉後，義大利同意中華航空於2日派飛機前往羅馬，將滯留的旅客接回台灣。但直航班機依舊暫停至4月28日。

### 駕車
2002年11月、2003年1月，兩國分別公告相互承認駕駛執照並免試換照。
在義大利居留未滿4年，可直接以中華民國汽車駕駛執照（需駐義大利台北代表處及義大利公證人驗證），以及相關文件申請換發義大利駕駛執照，無須筆試或路試。

## 外部連結
| - 中華民國外交部－義大利共和國簡介 （页面存档备份，存于） - 駐義大利台北代表處（Facebook、Twitter、Instagram） - 駐米蘭臺北辦事處（Facebook） - 外交部領事事務局－國外旅遊警示分級表 - 中華民國衛生福利部－國際旅遊疫情建議等級 - 中華民國國際經濟合作協會 （页面存档备份，存于） - 米蘭台灣貿易中心（Facebook） - 義大利臺商聯誼會的Facebook專頁 | - 義大利經濟貿易文化推廣辦事處（Facebook、Instagram） - 義大利人在臺灣 |